# خانه واحدی (بندرلنگه)
خانه واحدی (بندرلنگه) مربوط به دوره قاجاریه است که در شهر بندرلنگه، استان هرمزگان قرار دارد. این اثر در تاریخ سوم اسفند ۱۳۷۷ با شمارهٔ ثبت ۲۲۲۸ به‌عنوان یکی از آثار ملی ایران به ثبت رسیده‌است.